# Talang Banjar
Talang Banjar is een bestuurslaag in het regentschap Jambi van de provincie Jambi, Indonesië. Talang Banjar telt 13.954 inwoners (volkstelling 2010).